# Đội tuyển bóng chuyền nữ quốc gia Hàn Quốc
Đội tuyển bóng chuyền nữ quốc gia Hàn Quốc (Tiếng Hàn: 대한민국 여자 배구 국가대표팀) là đội tuyển nữ đại diện cho Hàn Quốc ở các giải đấu bóng chuyền quốc tế và các trận giao hữu. Đây là một trong những đội bóng hàng đầu thế giới trong suốt thời gian từ những năm 1970.
Tại đấu trường Olympics, đội tuyển bóng chuyền nữ Hàn Quốc đã giành huy chương đồng tại Thế vận hội Mùa hè 1976 ở Montreal, Quebec, Canada và đứng thứ tư tại Thế vận hội Mùa hè 1972 ở Munich, Đức, Thế vận hội Mùa hè 2012 ở London, Vương quốc Anh và Thế vận hội Mùa hè 2020 ở Tokyo, Nhật Bản.

## Kết quả
| Sự kiện                   | Vàng | Bạc | Đồng | Tổng cộng |
| ------------------------- | ---- | --- | ---- | --------- |
| Thế vận hội Mùa hè        | 0    | 0   | 1    | 1         |
| Giải Vô địch Thế giới     | 0    | 0   | 2    | 2         |
| Cúp Thế giới              | 0    | 0   | 2    | 2         |
| World Grand Champions Cup | 0    | 0   | 0    | 0         |
| Volleyball Nations League | 0    | 0   | 0    | 0         |
| World Grand Prix          | 0    | 0   | 1    | 1         |
| Giải vô địch châu Á       | 0    | 7   | 10   | 17        |
| Cúp châu Á                | 0    | 2   | 1    | 3         |
| Đại hội thể thao châu Á   | 2    | 8   | 4    | 14        |
| Montreux Volley Masters   | 0    | 0   | 3    | 3         |
| Tổng cộng                 | 2    | 17  | 24   | 43        |

### Thế vận hội Mùa hè
- 1964 - Hạng 6/10
- 1968 - Hạng 5/10
- 1972 - Hạng 4/12
- 1976 -  Huy chương Đồng
- 1980 - Không tham gia do tẩy chay
- 1984 - Hạng 5/10
- 1988 - Hạng 8/12
- 1992 - Không vượt qua vòng loại
- 1996 - Hạng 6/12
- 2000 - Hạng 8/12
- 2004 - Hạng 5/12
- 2008 - Không vượt qua vòng loại
- 2012 - Hạng 4/12
- 2016 - Hạng 7/12
- 2020 - Hạng 4/12
- 2024 - Không vượt qua vòng loại

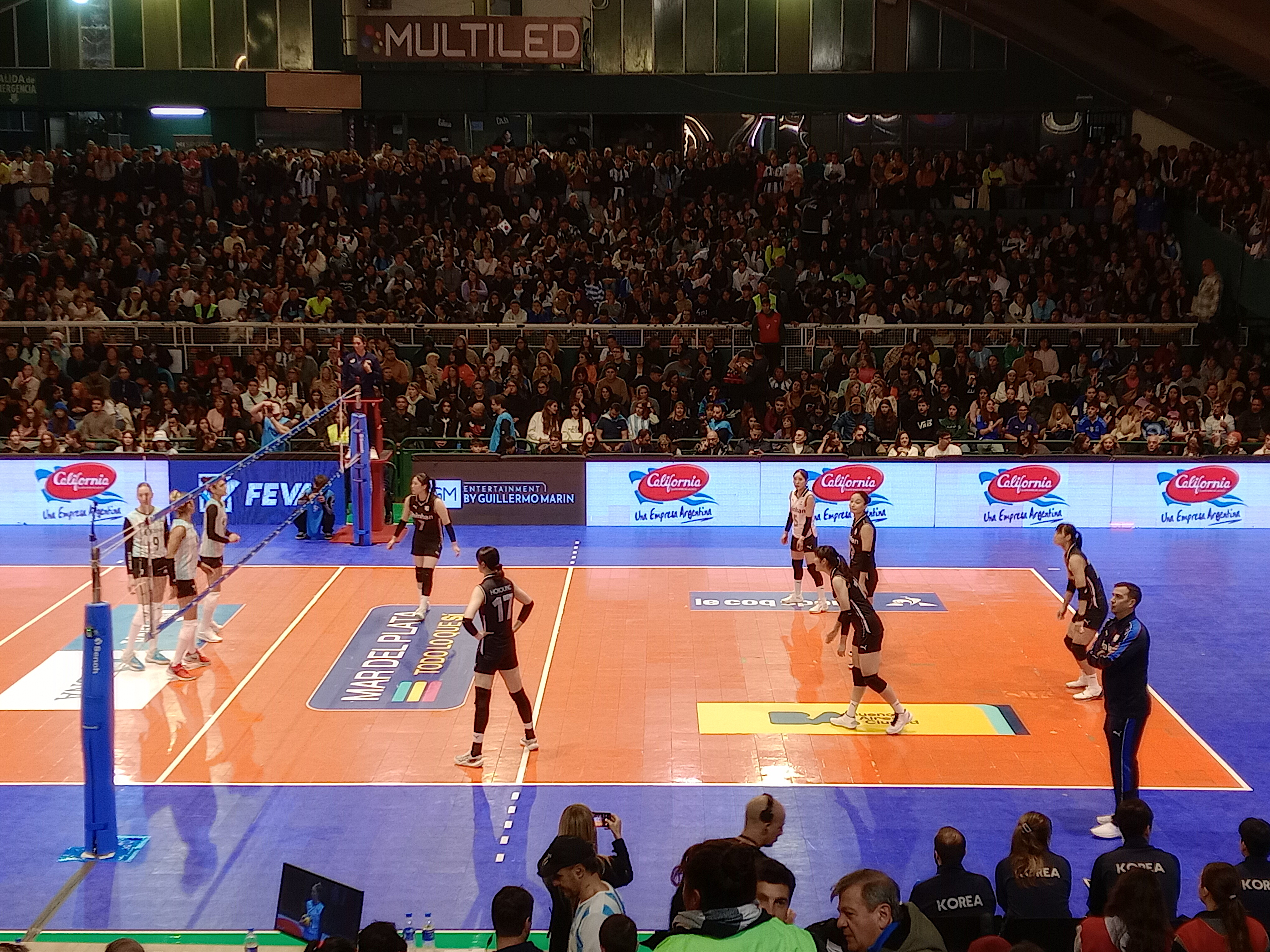
Đội tuyển bóng chuyền nữ quốc gia Hàn Quốc trong trận giao hữu với Argentina năm 2024

### Giải Vô địch Thế giới
- 1967 -  Huy chương Đồng
- 1974 -  Huy chương Đồng
- 1978 - Hạng 4
- 1982 - Hạng 7
- 1986 - Hạng 8
- 1990 - Hạng 5
- 1994 - Hạng 4
- 1998 - Hạng 9
- 2002 - Hạng 6
- 2006 - Hạng 13
- 2010 - Hạng 13
- 2014 - Không vượt qua vòng loại
- 2018 - Hạng 17
- 2022 - Hạng 20
- 2025 - Không vượt qua vòng loại

### Cúp Thế giới
- 1973 -  Huy chương Đồng
- 1977 -  Huy chương Đồng
- 1981 - Hạng 5
- 1985 - Hạng 7
- 1989 - Hạng 7
- 1991 - Hạng 6
- 1995 - Hạng 5
- 1999 - Hạng 4
- 2003 - Hạng 9
- 2007 - Hạng 8
- 2011 - Hạng 9
- 2015 - Hạng 6
- 2019 - Hạng 6
- 2023 - Không tham gia

### World Grand Prix
- 1993 - Hạng 5
- 1994 - Hạng 5
- 1995 - Hạng 5
- 1996 - Hạng 7
- 1997 -  Huy chương Đồng
- 1998 - Hạng 6
- 1999 - Hạng 6
- 2000 - Hạng 5
- 2001 - Hạng 7
- 2003 - Hạng 6
- 2004 - Hạng 11
- 2005 - Hạng 9
- 2006 - Hạng 9
- 2009 - Hạng 12
- 2011 - Hạng 9
- 2012 - Hạng 14
- 2014 - Hạng 8
- 2017 - Hạng 14

### Volleyball Nations League
| Năm  | Hạng | Số trận | Trận thắng | Trận thua | Set thắng | Set thua | Điểm thắng | Điểm thua |
| ---- | ---- | ------- | ---------- | --------- | --------- | -------- | ---------- | --------- |
| 2018 | 12th | 15      | 5          | 10        | 16        | 34       | 1022       | 1141      |
| 2019 | 15th | 15      | 3          | 12        | 16        | 37       | 1092       | 1222      |
| 2021 | 15th | 15      | 3          | 12        | 16        | 40       | 1157       | 1298      |
| 2022 | 16th | 12      | 0          | 12        | 3         | 36       | 701        | 978       |
| 2023 | 16th | 12      | 0          | 12        | 3         | 36       | 730        | 982       |
| 2024 | 15th | 12      | 2          | 10        | 8         | 33       | 751        | 970       |
| Tổng | 6/6  | 81      | 13         | 68        | 62        | 216      | 5453       | 6591      |

### World Grand Champions Cup
- 1993 - Không vượt qua vòng loại
- 1997 - Hạng 6
- 2001 - Hạng 6
- 2005 - Hạng 6
- 2009 - Hạng 5
- 2013 - Không vượt qua vòng loại
- 2017 - Hạng 6

### Đại hội Thể thao Châu Á
- 1962 -  Huy chương Bạc
- 1966 -  Huy chương Bạc
- 1970 -  Huy chương Bạc
- 1974 -  Huy chương Bạc
- 1978 -  Huy chương Đồng
- 1982 -  Huy chương Đồng
- 1986 -  Huy chương Đồng
- 1990 -  Huy chương Bạc
- 1994 -  Huy chương Vàng
- 1998 -  Huy chương Bạc
- 2002 -  Huy chương Bạc
- 2006 - Hạng 5
- 2010 -  Huy chương Bạc
- 2014 -  Huy chương Vàng
- 2018 -  Huy chương Đồng
- 2022 - Hạng 5

### Asian Volleyball Championship
- 1975 -  Huy chương Bạc
- 1979 -  Huy chương Đồng
- 1983 -  Huy chương Đồng
- 1987 -  Huy chương Đồng
- 1989 -  Huy chương Bạc
- 1991 -  Huy chương Đồng
- 1993 -  Huy chương Đồng
- 1995 -  Huy chương Bạc
- 1997 -  Huy chương Bạc
- 1999 -  Huy chương Bạc
- 2001 -  Huy chương Bạc
- 2003 -  Huy chương Đồng
- 2005 - Hạng 4
- 2007 - Hạng 4
- 2009 - Hạng 4
- 2011 -  Huy chương Đồng
- 2013 -  Huy chương Đồng
- 2015 -  Huy chương Bạc
- 2017 -  Huy chương Đồng
- 2019 -  Huy chương Đồng
- 2023 - Hạng 6

### Cúp Châu Á
- 2008 -  Huy chương Bạc
- 2010 -  Huy chương Đồng
- 2012 - Hạng 6
- 2014 -  Huy chương Bạc
- 2016 - Hạng 8
- 2018 - Hạng 6
- 2022 - Hạng 9

### Montreux Volley Masters
- 1990 -  Huy chương Đồng
- 1991 - Hạng 5
- 1992 -  Huy chương Đồng
- 1993 -  Huy chương Đồng
- 1994 - Hạng 6
- 1995 - Hạng 5
- 1996 - Hạng 6

## Đội hình

### Đội hình hiện tại
- Huân luyện viên trưởng: Fernando Morales (2024~)

Sau đây là đội hình Hàn Quốc tham dự FIVB Nations League năm 2024.
| Số | Họ tên            | Vị trí     | Ngày sinh            | Chiều cao           | CLB 23-24                     |
| -- | ----------------- | ---------- | -------------------- | ------------------- | ----------------------------- |
| 1  | Lee So-young      | Chủ công   | 17 tháng 10 năm 1994 | 1,76 m (5 ft 9 in)  | Daejeon KGC                   |
| 2  | Moon Jung-won     | Libero     | 24 tháng 3 năm 1992  | 1,74 m (5 ft 9 in)  | Gimcheon Korea Hi-Pass        |
| 3  | Kim Da-in         | Chuyền hai | 15 tháng 10 năm 1998 | 1,72 m (5 ft 8 in)  | Suwon Hyundai Hillstate       |
| 4  | Han Da-hye        | Libero     | 28 tháng 2 năm 1995  | 1,64 m (5 ft 5 in)  | GS Caltex Seoul KIXX          |
| 5  | Kim Chae-won      | Libero     | 15 tháng 8 năm 1997  | 1,67 m (5 ft 6 in)  | Hwaseong IBK Altos            |
| 6  | Park Eun-jin      | Phụ công   | 15 tháng 12 năm 1999 | 1,87 m (6 ft 2 in)  | Daejeon KGC                   |
| 7  | Kim Ji-won        | Chuyền hai | 26 tháng 10 năm 2001 | 1,73 m (5 ft 8 in)  | GS Caltex Seoul KIXX          |
| 8  | Kim Yeong-Yeon    | Libero     | 1 tháng 12 năm 1993  | 1,63 m (5 ft 4 in)  | Suwon Hyundai Hillstate       |
| 9  | Lee Ju-ah         | Phụ công   | 21 tháng 8 năm 2000  | 1,85 m (6 ft 1 in)  | Incheon Heungkuk Pink Spiders |
| 10 | Kang So-hwi       | Chủ công   | 18 tháng 7 năm 1997  | 1,80 m (5 ft 11 in) | GS Caltex Seoul KIXX          |
| 11 | Choi Jeong-min    | Phụ công   | 21 tháng 12 năm 2002 | 1,79 m (5 ft 10 in) | Hwaseong IBK Altos            |
| 12 | Lee Da-hyeon      | Phụ công   | 11 tháng 11 năm 2001 | 1,85 m (6 ft 1 in)  | Suwon Hyundai Hillstate       |
| 13 | Park Jeong-ah (c) | Chủ công   | 26 tháng 3 năm 1993  | 1,87 m (6 ft 2 in)  | Gwangju AI Peppers            |
| 14 | Kim Se-been       | Phụ công   | 16 tháng 6 năm 2005  | 1,88 m (6 ft 2 in)  | Gimcheon Korea Hi-Pass        |
| 15 | Lee Seon-woo      | Đối chuyền | 12 tháng 7 năm 2002  | 1,83 m (6 ft 0 in)  | Gwangju AI Peppers            |
| 16 | Jeong Ji-yun      | Chủ công   | 1 tháng 1 năm 2001   | 1,80 m (5 ft 11 in) | Suwon Hyundai Hillstate       |
| 17 | Jung Ho-young     | Phụ công   | 23 tháng 8 năm 2001  | 1,90 m (6 ft 3 in)  | Daejeon KGC                   |
| 18 | Kim Da-eun        | Đối chuyền | 25 tháng 1 năm 2001  | 1,80 m (5 ft 11 in) | Incheon Heungkuk Pink Spiders |
| 19 | Pyo Seung-ju      | Chủ công   | 7 tháng 8 năm 1992   | 1,82 m (6 ft 0 in)  | Hwaseong IBK Altos            |
| 20 | Park Sa-rang      | Chuyền hai | 26 tháng 8 năm 2003  | 1,75 m (5 ft 9 in)  | Gwangju AI Peppers            |
| 21 | Yuk Seo-young     | Đối chuyền | 9 tháng 6 năm 2001   | 1,80 m (5 ft 11 in) | Hwaseong IBK Altos            |
| 22 | Park Su-yeon      | Chủ công   | 17 tháng 4 năm 2003  | 1,76 m (5 ft 9 in)  | Incheon Heungkuk Pink Spiders |
| 23 | Lee Won-jeong     | Chuyền hai | 12 tháng 1 năm 2000  | 1,75 m (5 ft 9 in)  | Incheon Heungkuk Pink Spiders |
| 24 | Park Hye-jin      | Chuyền hai | 15 tháng 4 năm 2002  | 1,77 m (5 ft 10 in) | Incheon Heungkuk Pink Spiders |
| 25 | Hwang Min-kyoung  | Chủ công   | 2 tháng 6 năm 1990   | 1,75 m (5 ft 9 in)  | Hwaseong IBK Altos            |
| 26 | Lee Han-bi        | Chủ công   | 28 tháng 10 năm 1996 | 1,77 m (5 ft 10 in) | Gwangju AI Peppers            |
| 27 | Bae Yoo-na        | Phụ công   | 30 tháng 11 năm 1989 | 1,80 m (5 ft 11 in) | Gimcheon Korea Hi-Pass        |
| 30 | Yeum Hye-seon     | Chuyền hai | 3 tháng 2 năm 1991   | 1,77 m (5 ft 10 in) | Daejeon KGC                   |
| 47 | Han Su-jin        | Libero     | 2 tháng 7 năm 1999   | 1,65 m (5 ft 5 in)  | GS Caltex Seoul KIXX          |
| 71 | Moon Ji-yun       | Đối chuyền | 25 tháng 7 năm 2000  | 1,81 m (5 ft 11 in) | GS Caltex Seoul KIXX          |

## Thống kê đối đầu

### Tại Olympics
| Đội tuyển         | Liên đoàn | Số trận | Thắng | Thắng 3-0 | Thắng 3-1 | Thắng 3-2 | Thua | Thua 2-3 | Thua 1-3 | Thua 0-3 |
| ----------------- | --------- | ------- | ----- | --------- | --------- | --------- | ---- | -------- | -------- | -------- |
| Argentina         | CSV       | 1       | 1     | 1         | -         | -         | 0    | -        | -        | -        |
| Brasil            | CSV       | 8       | 2     | 1         | 1         | -         | 6    | 1        | -        | 5        |
| Canada            | NORCECA   | 1       | 1     | 1         | -         | -         | 0    | -        | -        | -        |
| Cameroon          | CAVB      | 1       | 1     | 1         | -         | -         | 0    | -        | -        | -        |
| Trung Quốc        | AVC       | 3       | 0     | -         | -         | -         | 3    | 2        | 1        | -        |
| Croatia           | CEV       | 1       | 0     | -         | -         | -         | 1    | -        | 1        | -        |
| Cuba              | NORCECA   | 2       | 1     | -         | -         | 1         | 1    | -        | -        | 1        |
| Cộng hòa Dominica | NORCECA   | 1       | 1     | -         | -         | 1         | 0    | -        | -        | -        |
| Đức               | CEV       | 1       | 1     | 1         | -         | -         | 0    | -        | -        | -        |
| Hy Lạp            | CEV       | 1       | 0     | -         | -         | -         | 1    | -        | 1        | -        |
| Hungary           | CEV       | 2       | 2     | 1         | 1         | -         | 0    | -        | -        | -        |
| Ý                 | CEV       | 3       | 2     | -         | 1         | 1         | 1    | -        | -        | 1        |
| Nhật Bản          | AVC       | 11      | 4     | 2         | 1         | 1         | 7    |          | 2        | 5        |
| Kenya             | CAVB      | 2       | 2     | 2         | -         | -         | 0    | -        | -        | -        |
| México            | NORCECA   | 1       | 1     | 1         | -         | -         | 0    | -        | -        | -        |
| Hà Lan            | CEV       | 3       | 0     | -         | -         | -         | 3    | -        | 2        | 1        |
| CHDCND Triều Tiên | AVC       | 1       | 0     | -         | -         | -         | 1    | -        | -        | 1        |
| Perú              | CSV       | 3       | 1     | -         | 1         | -         | 2    | 1        | -        | 1        |
| Ba Lan            | CEV       | 2       | 0     | -         | -         | -         | 2    | 1        | -        | 1        |
| România           | CEV       | 1       | 0     | -         | -         | -         | 1    | -        | -        | 1        |
| Nga               | CEV       | 3       | 0     | -         | -         | -         | 3    | -        | 1        | 2        |
| Serbia            | CEV       | 3       | 1     | -         | 1         | -         | 2    | -        | -        | 2        |
| Thổ Nhĩ Kỳ        | CEV       | 2       | 1     | -         | -         | 1         | 1    | 1        | -        | -        |
| Ukraina           | CEV       | 1       | 1     | 1         | -         | -         | 0    | -        | -        | -        |
| Hoa Kỳ            | NORCECA   | 8       | 2     | 1         | 1         | -         | 6    | 2        | 2        | 2        |
| Tiệp Khắc         | CEV       | 1       | 1     | -         | 1         | -         | 0    | -        | -        | -        |
| Đông Đức          | CEV       | 2       | 2     | -         | 1         | 1         | 0    | -        | -        | -        |
| Liên Xô           | CEV       | 5       | 0     | -         | -         | -         | 5    | -        | 2        | 3        |
| Tây Đức           | CEV       | 2       | 2     | 2         | -         | -         | 0    | -        | -        | -        |

### Tại Giải Vô địch Thế giới
| Đội tuyển            | Liên đoàn | Số trận | Thắng | Thắng 3-0 | Thắng 3-1 | Thắng 3-2 | Thua | Thua 2-3 | Thua 1-3 | Thua 0-3 |
| -------------------- | --------- | ------- | ----- | --------- | --------- | --------- | ---- | -------- | -------- | -------- |
| Azerbaijan           | CEV       | 1       | 0     | -         | -         | -         | 1    | -        | 1        | -        |
| Brasil               | CSV       | 7       | 5     | 2         | 2         | 1         | 2    | -        | 1        | 1        |
| Bulgaria             | CEV       | 6       | 4     | 3         | -         | 1         | 2    | -        | 2        | -        |
| Canada               | NORCECA   | 6       | 6     | 6         | -         | -         | 0    | -        | -        | -        |
| Trung Quốc           | AVC       | 6       | 4     | 2         | 1         | 1         | 2    | -        | 1        | 1        |
| Đài Bắc Trung Hoa    | AVC       | 1       | 0     | -         | -         | -         | 1    | 1        | -        | -        |
| Costa Rica           | NORCECA   | 1       | 1     | 1         | -         | -         | 0    | -        | -        | -        |
| Croatia              | CEV       | 2       | 2     | -         | 1         | 1         | 0    | -        | -        | -        |
| Cuba                 | NORCECA   | 7       | 2     | 1         | -         | 1         | 5    | 1        | 1        | 3        |
| Cộng hòa Dominica    | NORCECA   | 2       | 1     | 1         | -         | -         | 1    | -        | -        | 1        |
| Ai Cập               | CAVB      | 2       | 2     | 2         | -         | -         | 0    | -        | -        | -        |
| Đức                  | CEV       | 1       | 0     | -         | -         | -         | 1    | -        | -        | 1        |
| Hungary              | CEV       | 1       | 1     | -         | 1         | -         | 0    | -        | -        | -        |
| Ý                    | CEV       | 4       | 1     | 1         | -         | -         | 3    | -        | -        | 3        |
| Nhật Bản             | AVC       | 7       | 0     | -         | -         | -         | 7    | -        | 3        | 4        |
| Kenya                | CAVB      | 1       | 1     | 1         | -         | -         | 0    | -        | -        | -        |
| México               | NORCECA   | 1       | 1     | 1         | -         | -         | 0    | -        | -        | -        |
| Hà Lan               | CEV       | 3       | 3     | 1         | 2         | -         | 0    | -        | -        | -        |
| Paraguay             | NORCECA   | 1       | 1     | 1         | -         | -         | 0    | -        | -        | -        |
| Perú                 | CSV       | 6       | 5     | 3         | 2         | -         | 1    | -        | -        | 1        |
| Ba Lan               | CEV       | 4       | 1     | 1         | -         | -         | 3    | 2        | -        | 1        |
| Puerto Rico          | NORCECA   | 1       | 1     | 1         | -         | -         | 0    | -        | -        | -        |
| România              | CEV       | 3       | 3     | 2         | 1         | -         | 0    | -        | -        | -        |
| Nga                  | CEV       | 3       | 0     | -         | -         | -         | 3    | -        | 2        | 1        |
| Serbia               | CEV       | 1       | 0     | -         | -         | -         | 1    | -        | -        | 1        |
| Thái Lan             | AVC       | 3       | 1     | 1         | -         | -         | 2    | 1        | -        | 1        |
| Trinidad và Tobago   | NORCECA   | 1       | 1     | 1         | -         | -         | 0    | -        | -        | -        |
| Thổ Nhĩ Kỳ           | CEV       | 3       | 2     | 1         | -         | 1         | 1    | -        | -        | 1        |
| Hoa Kỳ               | NORCECA   | 2       | 0     | -         | -         | -         | 2    | -        | 2        | -        |
| Tiệp Khắc            | CEV       | 2       | 2     | 1         | 1         | -         | 0    | -        | -        | -        |
| Đông Đức             | CEV       | 2       | 2     | 1         | 1         | -         | 0    | -        | -        | -        |
| Serbia và Montenegro | CEV       | 1       | 0     | -         | -         | -         | 1    | -        | -        | 1        |
| Liên Xô              | CEV       | 5       | 1     | 1         | -         | -         | 4    | -        | 1        | 3        |
| Tây Đức              | CEV       | 2       | 2     | 2         | -         | -         | 0    | -        | -        | -        |